# Blue (musikgrupp)
Blue är en musikgrupp från Storbritannien, bestående av Lee Ryan, Duncan James, Antony Costa och Simon Webbe. Webbe har numera liksom Ryan en karriär som soloartist.
I april 2009 återförenades gruppen och bandet åkte då ut på turnén "Blue Tour 2009". Man släppte även ett nytt album 2010. Bandet valdes ut internt av brittiska BBC att representera Storbritannien i Eurovision Song Contest 2011 där de tävlade med låten "I Can".

## Diskografi
Studioalbum
- All Rise (2001)
- One Love (2002)
- Guilty (2003)[2]
- Roulette (2013)

Samlingsalbum
- The Best of Blue (2004)
- 4Ever Blue (2005)
- The Platinum Collection (2006)
- The Collection (2007)
- Ultimate Blue (2012)

Singlar
- "All Rise" (2001)
- "Too Close" (2001)
- "If You Come Back" (2001)
- "Fly by II" (2002)
- "One Love" (2002)
- "Best In Me" (2002)

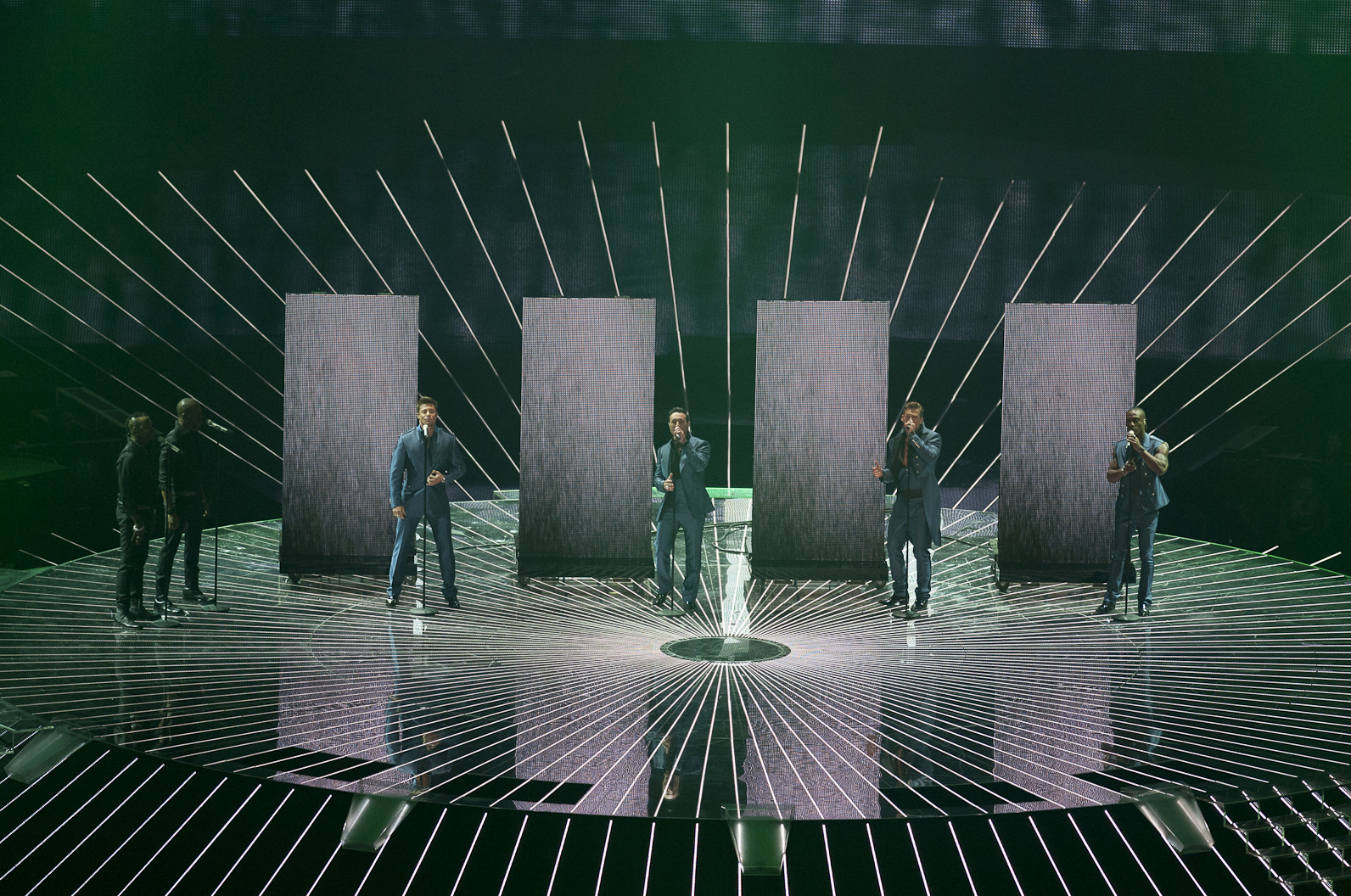
Blue på scen vid Eurovision Song Contest 2011 i Düsseldorf.

- "Sorry Seems to be the Hardest Word" (med Elton John) (2003)
- "You Make Me Wanna" (2003)
- "Guilty" (2003)
- "Signed, Sealed, Delivered, I'm Yours" (med Stevie Wonder och Angie Stone) (2003)
- "Breathe Easy" (2003)
- "Bubblin" (2004)
- "Curtain Fall" (2004)
- "I Can" (2011)